# Алиева, Назира Насриддиновна
Назира Насриддиновна Алиева (31 декабря 1912, Ташкент — 19 июня 1980) — узбекская театральная и киноактриса, переводчица

. Народная артистка Узбекской ССР (1969). Окончила Бакинский театральный техникум (1927), Московский государственный институт театрального искусства (1934). Старший преподаватель Ташкентского театрально-художественного института (с 1945 г.), заведующая кафедрой (1949-66), доцент (1961).
Внучка Динара Алиджановна Юлдашева (11 января 1952, Ташкент) — узбекский драматург, театральный режиссёр, режиссёр кукольного театра.

## Биография
В 1935-41 годах в Азербайджанском государственном академическом театре им. М. Азизбекова: Сольмас (Дж. Джаббарлы, «Невеста огня»), Дурдона (Х. Джавид «Сиявуш»), Джульетта (У. Шекспир, «Ромео и Джульетта») — образы созданные на азербайджанском языке. 1941-48 в театре имени Хамзы: Дездемона (У. Шекспир, «Отелло»), Джамиля (Хамза, «Халисхан», «Бай и батрак»), Ширмон (И. Султан, «Полет орла»), Саодат (К. Яшен и А. Умарий «Хамза»). «Бесприданница» (А. Островский), «Алишер Навои» (Уйгун, И. Султан), «За тех кто в море» (Б. Лавренёв) .
Играла в фильмах «Колодец смерти», «Бессонная ночь», «Об этом говорит вся махалля». Перевела на узбекский язык комедию М. Шамхалова «Свекровь», роман М. Ордубади «Меч и перо».